# جوش نيكولاس
جوش نيكولاس (20 ديسمبر 1991 - ) (بالإنجليزية: Josh Nicholas)‏ هو لاعب كريكت أسترالي. لعب مع فريق غرب أستراليا للكريكت ‏.

## وصلات خارجية
- جوش نيكولاس على موقع إي آس بي آن كريك إنفو (الإنجليزية)